# Jak obrabować Micka Jaggera
Jak obrabować Micka Jaggera (The Knights of Prosperity) to serial komediowy pokazywany przez Comedy Central Polska oraz w TVP2 od 22 grudnia pod nazwą "Obrobić VIP - a".
Głównym bohaterem jest mężczyzna  Eugene Gurkin, którego największym marzeniem jest otwarcie własnego baru. Jednak jego  praca woźnego nie pozwalała mu nawet na otwarcie butelki dobrego wina. Pewnego dnia, oglądając w telewizji program na temat nowego, luksusowego apartamentu Micka Jaggera, wpada na "genialny" pomysł wzbogacenia się. Plan jest prosty: obrabować mieszkanie Micka Jaggera. Do jego realizacji potrzebuje tylko zespołu fachowców. Na współpracę z Eugenem decyduje się jednak kilku nieudaczników życiowych.